# Rogerville

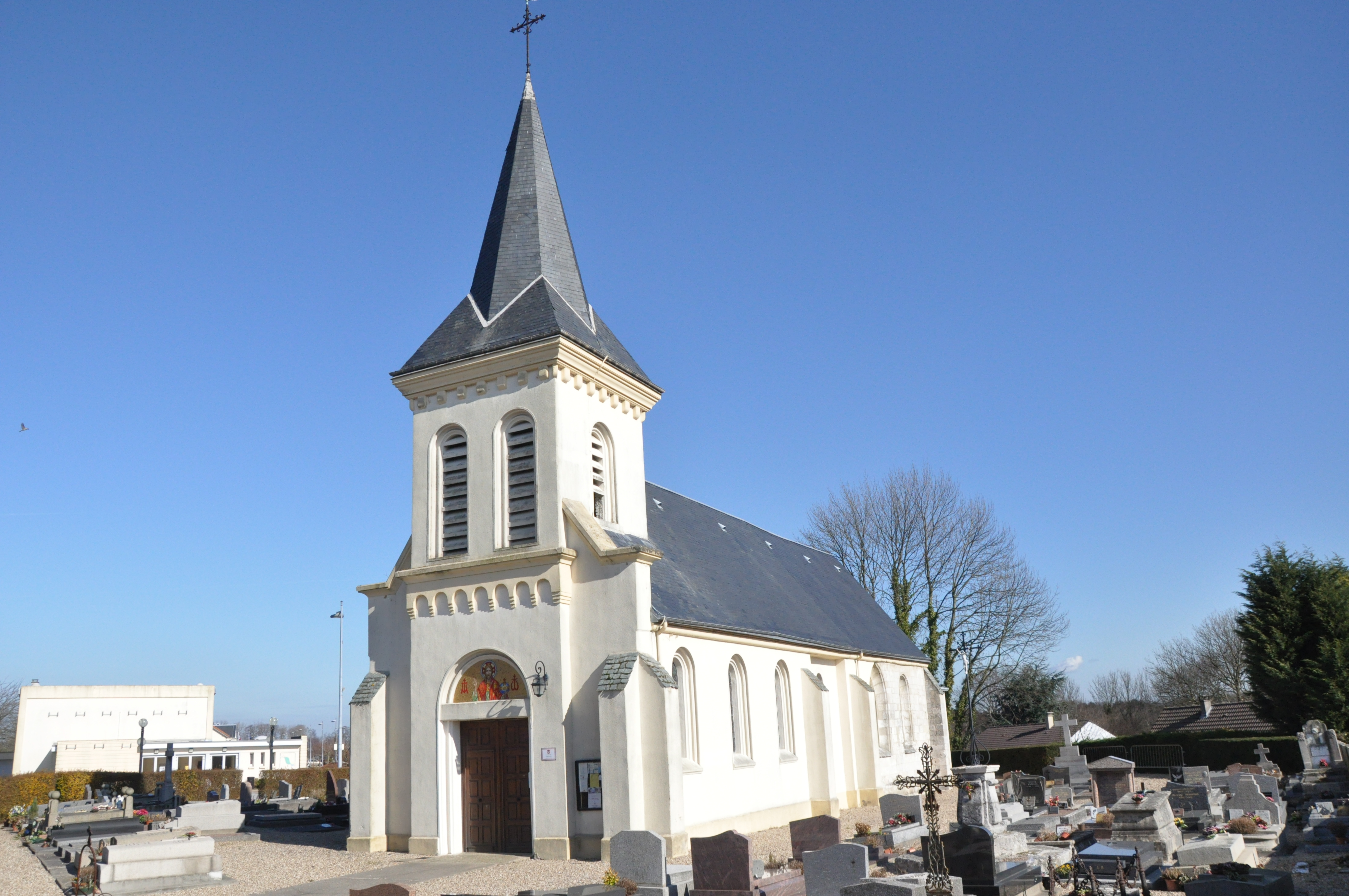
Kerk

Rogerville is een gemeente in het Franse departement Seine-Maritime (regio Normandië) en telt 1257 inwoners (1999). De plaats maakt deel uit van het arrondissement Le Havre.

## Geografie
De oppervlakte van Rogerville bedraagt 9,5 km², de bevolkingsdichtheid is 132,3 inwoners per km².
De onderstaande kaart toont de ligging van Rogerville met de belangrijkste infrastructuur en aangrenzende gemeenten.

## Demografie
Onderstaande figuur toont het verloop van het inwonertal (bron: INSEE-tellingen).